# Mohamed El Badraoui
Mohamed El Badraoui (né le 27 juin 1971 à Béni Mellal au Maroc) est un joueur de football international marocain, qui évoluait au poste d'attaquant.

## Biographie

### Carrière en sélection
Avec l'équipe du Maroc, il joue un match (pour aucun but inscrit) en 2000. 
Il figure dans le groupe des sélectionnés lors de la CAN de 2000.
Il participe également aux JO de 1992 organisés à Barcelone. Il joue deux matchs lors du tournoi olympique : contre la Corée du Sud et la Suède.

## Palmarès
| Espérance de Tunis - Championnat de Tunisie (1) : - Champion : 1997-98. - Vice-champion : 1996-97. - Coupe de Tunisie (1) : - Vainqueur : 1996-97. - Coupe de la CAF (1) : - Vainqueur : 1997. |  | Erzurumspor - Coupe de Turquie : - Meilleur buteur : 1998-99 (5 buts). |